# Ghiacciaio Rignot
Il ghiacciaio Rignot (in inglese Rignot Glacier) è un ghiacciaio lungo circa 7 km situato sull'isola Thurston, al largo della costa di Eights, nella Terra di Ellsworth, in Antartide. Il ghiacciaio, il cui punto più alto si trova a circa 220 m s.l.m., fluisce verso sud partendo dall'estremità settentrionale della penisola King fino ad andare ad alimentare la piattaforma glaciale Abbot.

## Storia
Il ghiacciaio Rignot è stato così battezzato dal Comitato consultivo dei nomi antartici in onore di Eric Rignot, geofisico del Jet Propulsion Laboratory, che, sin dagli anni novanta, si occupa dello studio delle meccaniche glaciali antartiche attraverso l'analisi di dati satellitari.